# Meinrad Miltenberger
Meinrad Miltenberger (Herdecke 6 december 1924 - Herdecke, 10 september 1993) was een Duits kanovaarder.
Miltenberger behaalde in 1956 zijn grootste succes met het winnen van olympisch goud in de K-2 over 1000 meter. Miltenberger werd in 1954 wereldkampioen in de K-2 over 500 meter en in 1958 in de K-1 4x500 meter.

## Belangrijkste resultaten

### Olympische Zomerspelen
| Editie | Plaats    | Resultaten                  |
| ------ | --------- | --------------------------- |
| 1952   | Helsinki  | 5e K-1 1000m 6e K-2 10.000m |
| 1956   | Melbourne | K-2 1000m                   |

### Wereldkampioenschappen vlakwater
| Jaar | Plaats | Resultaten            |
| ---- | ------ | --------------------- |
| 1954 | Mâcon  | K-2 500m · K-1 500m   |
| 1958 | Praag  | K-1 4x500m · K-2 500m |

1936: Alfons Dorfner & Adolf Kainz ·
1948: Hans Berglund & Lennart Klingström ·
1952: Yrjö Hietanen & Kurt Wires ·
1956: Meinrad Miltenberger & Michel Scheuer ·
1960: Gert Fredriksson & Sven-Olov Sjödelius ·
1964: Sven-Olov Sjödelius & Gunnar Utterberg ·
1968: Vladimir Morozov & Aleksandr Sjaparenko ·
1972: Nikolai Gorbatsjov & Viktor Kratasjoek ·
1976: Sergej Nagorny & Vladimir Romanovski ·
1980: Vladimir Parfenovitsj & Sergej Tsjoechrai ·
1984: Hugh Fisher & Alwyn Morris ·
1988: Greg Barton & Norman Bellingham ·
1992: Kay Bluhm & Torsten Gutsche ·
1996: Antonio Rossi & Daniele Scarpa ·
2000: Beniamino Bonomi & Antonio Rossi ·
2004: Henrik Nilsson & Markus Oscarsson ·
2008: Martin Hollstein & Andreas Ihle ·
2012: Rudolf Dombi & Roland Kökény ·
2016: Marcus Groß & Max Rendschmidt ·
2020: Thomas Green & Jean van der Westhuyzen
- Gemeinsame Normdatei: 107806002
- International Standard Name Identifier: 0000 0000 1663 165X
- Virtual International Authority File: 47290437
- WorldCat: E39PBJghv9bmccTF3DTh4Yrcyd